# Rules
Rules est un restaurant londonien situé d'abord sur Maiden Lane, dans le quartier de Covent Garden. Fondé en 1798, il se targue d'être le plus ancien de la capitale anglaise.

## Histoire
Ouvert en 1798 par Thomas Rule comme bar à huitres, il sert ensuite de la cuisine anglaise traditionnelle. Spécialisé dans le gibier, il s'approvisionne sur son domaine The Lartington Estate situé dans les High Pennines au centre de l'Angleterre.
Le restaurant reste dans la famille Rule jusqu'à la Première Guerre mondiale, lorsque Charles Rule échange son affaire avec Thomas Bell. La fille de Bell vend le restaurant à John Mayhew en 1984 (qui possède toujours le restaurant).
Des efforts ont été faits pour préserver les aspects originaux de la partie principale du restaurant et de son bar à cocktails. Les murs sont décorés de caricatures, de peintures à l'huile et de dessins rassemblés tout au long de son histoire. Un certain nombre de ces œuvres d'art ont trait à l'histoire du théâtre. En effet, les comédiens Henry Irving et Laurence Olivier et d'autres l'ont fréquenté.
Le restaurant a été décrit dans des nouvelles de Graham Greene, Dick Francis et Evelyn Waugh. Sir John Betjeman s'est plaint, avec succès, au Greater London Council en 1971 quand le restaurant a été menacé de démolition.